# Borchowie herbu Trzy Kawki

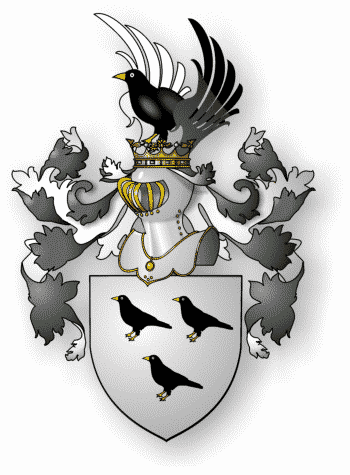
Herb rodu Borchów

Borchowie (von der Borch) – starokrzyżacki ród szlachecki w Inflantach przybyły na te tereny w XV wieku z Nadrenii. W 1561 roku w wyniku układu zawartego w Wilnie posiadł wszystkie dotychczasowe przywileje szlachty polskiej (nie tracąc wcześniej nadanych praw). Jednym z pełnomocników szlachty inflanckiej był przedstawiciel rodu – Fabian. W 1841 roku Borchowie zostali zaliczeni do rycerstwa kurlandzkiego i wciągnięci na listę organizacji rycerskiej „Ritterbank” pod numerem 116, a ich tarcza wisiała w głównej sali rycerskiej (Ritterschaftssaal) gmachu tej organizacji (das kurländische Ritterhaus) w Mitawie. Wysokie urzędy w państwie inflanckim sprawowali już pod koniec XV wieku (mistrz krajowy, biskup rewelski), potem znaczenie rodu zmalało. Do godności senatorskich w I Rzeczypospolitej przedstawiciele tego rodu doszli dopiero w drugiej połowie XVIII wieku. Od 1783 roku ród Borchów (w linii Michała, wojewody bełskiego) legitymował się nadanym przez cesarza Świętego Cesarstwa Rzymskiego Narodu Niemieckiego Józefa II dziedzicznym tytułem hrabiego Rzeszy. Od drugiej połowy XV wieku przedstawiciele rodu posiadali dobra Prele koło Dyneburga oraz Wyping w Rzeżyckiem nadane przez Zygmunta II Augusta. Na początku XVIII wieku (do 1714) posiadali krótko dobra Prezma, natomiast pod koniec tego wieku najbardziej majętny w historii rodu Borchów – kanclerz wielki koronny Jan Andrzej Borch był posiadaczem wielu królewszczyzn i starostw w księstwie inflanckim, m.in. Janowola, Landskorony, Posinia czy Annopola. Do końca XIX wieku pozostał w rodzie tylko majątek Prele oraz Janowol.

## Przedstawiciele
- Bernd von der Borch – mistrz krajowy inflancki (1472-1483)
- Simon von der Borch – biskup rewelski (1477-1492)
- Jan Andrzej Borch – wojewoda inflancki (1765-1780), kanclerz wielki koronny (1780)
- Józef Henryk Borch – starosta lucyński (1764-1835), poseł na Sejm Czteroletni
- Michał Jan Borch – wojewoda bełski (1787–1791)